# IC 4923
IC 4923 је спирална галаксија у сазвјежђу Телескоп која се налази на листи објеката дубоког неба у Индекс каталогу.
Деклинација објекта је - 52° 37' 55" а ректасцензија 20h 0m 57,2s. Привидна величина (магнитуда) објекта IC 4923 износи 13,5 а фотографска магнитуда 14,5. IC 4923 је још познат и под ознакама ESO 185-45, FAIR 880, PGC 63984.